# Karim Hafez
Karim Ramadan Hafez (Cairo, 12 de março de 1996) é um futebolista profissional egípcio que atua como defensor. Atualmente defende o Pyramids.

## Carreira
Karim Hafez representou o elenco da Seleção Egípcia de Futebol no Campeonato Africano das Nações de 2017.

## Títulos
Pyramids
- Copa do Egito: 2023–24
- Liga dos Campeões da CAF: 2024–25[2]

Seleção Egípcia
- Campeonato Africano das Nações: Vice - 2017